# Belagerung von Stettin (1713)
1. Phase: Schwedische Dominanz (1700–1709)
Dänischer Kriegsschauplatz (1700)
Humlebæk • Tönning I 
Livländ./ Estnischer Kriegsschauplatz (1700–1708)
Riga I • Jungfernhof • Varja • Pühhajoggi • Narva • Petschora • Düna • Rauge • Erastfer • Hummelshof • Embach • Tartu • Narva II • Wesenberg I • Wesenberg II
Ingermanländ./ Finnischer Kriegsschauplatz (ab 1701)
Archangelsk • Ladogasee • Nöteborg • Nyenschanz • Newa • Systerbäck • Petersburg • Wyborg I • Porvoo • Newa II • Koporje II • Kolkanpää
Litauisch-weißrussischer Kriegsschauplatz (1702–1706)
Vilnius • Saladen • Jakobstadt • Gemauerthof • Mitau • Grodno I • Olkieniki • Njaswisch • Klezk • Ljachawitschy
Polnischer Kriegsschauplatz (1702–1706)
Klissow • Pułtusk • Thorn • Lemberg • Warschau • Posen • Punitz • Tillendorf • Rakowitz • Praga • Fraustadt • Kalisch 
Russischer Kriegsschauplatz (1708–1709)
Grodno II • Golowtschin • Moljatitschi • Rajowka • Lesnaja • Desna • Baturyn • Koniecpol • Weprik • Opischnja • Krasnokutsk • Sokolki • Poltawa I • Poltawa II
2. Phase: Schweden in der Defensive (1710–1721)
Baltischer und Finnischer Kriegsschauplatz (bis 1714)
Riga II • Wyborg II • Pernau • Kexholm • Reval • Hogland • Pälkäne • Storkyro • Nyslott • Hanko 
Schwed./Norwegischer Kriegsschauplatz (1710–1721)
Helsingborg • Køge-Bucht • Bottnischer Meerbusen • Frederikshald I • Dynekilen-Fjord • Göteborg I • Strömstad • Trondheim • Frederikshald II • Marstrand • Ösel • Göteborg II • Södra Stäket • Grönham • Sundsvall
Norddeutscher Kriegsschauplatz (1711–1716)
Elbing • Wismar I • Lübow • Stralsund I • Greifswalder Bodden I • Stade • Rügen • Gadebusch • Altona • Tönning II • Stettin • Fehmarn • Wismar II • Stralsund II • Jasmund • Peenemünde • Greifswalder Bodden II • Stresow 
Die Belagerung von Stettin durch die Russische und die Sächsische Armee im Großen Nordischen Krieg dauerte von Anfang August bis zum 29. September 1713 und endete mit der Übergabe der Stadt an den preußischen König Friedrich Wilhelm I.

## Vorgeschichte
Im August 1711 rückten die vereinigten Streitkräfte der Russen, Dänen und Sachsen in Schwedisch-Pommern ein. General Ernst Detlof von Krassow übernahm das Kommando der Festung Stettin und übertrug General Dücker das Kommando über die Festung Stralsund. Krassow konzentrierte dann seine Truppen in Stettin und Stralsund. Die Verbündeten besetzten und plünderten ungehindert das offene Land und rückten gegen die letzten beiden Bastionen der schwedischen Armee vor. Der Mangel an Lebensmitteln und Nachschubgütern sowie der zeitige Wintereinbruch führten aber zu einem Abbruch der Operation der Russen und Sachsen. Diese zogen sich in die Winterquartiere nach Polen zurück. Die Dänen zogen sich nach Schleswig zurück.
Während des Winters von 1711/12 erhielten die bedrohten Festungen von Stettin und Stralsund Verstärkung vom schwedischen Mutterland. In einer Frühjahresoffensive traten sie den Verbündeten offensiv entgegen. General Dücker gelang es in einem Gefecht bei Ribnitz, die anrückenden Dänen zu schlagen. Außerdem behauptete er die Festung Stralsund gegen die Russen und Sachsen.
Zur gleichen Zeit rückten russische und sächsische Truppen auf Stettin vor. Um die Lage der Festung zu erkunden, erschien der russische Oberbefehlshaber  Alexander Menschikow am 24. Mai 1712 vor den Toren der Stadt. Mit seinem 500 Mann starken Reiterregiment griff er einen Vorposten der Schweden an und steckte zwei Windmühlen in Brand. Menschikow beschloss die Stadt nur einzukesseln und zu belagern. Er selbst wollte zuerst die strategisch bedeutendere Festung Stralsund einnehmen. Aber der Angriff auf Stralsund am 18. Juni sowie die Landung auf Rügen wurden von den Schweden erfolgreich zurückgeschlagen. Der schwedische General Magnus Stenbock rückte nach erfolgreicher Landung auf Rügen mit 9.000 Mann in Mecklenburg ein und stellte sich den Dänen entgegen. Sein Ziel war es den Krieg nach Dänemark zu verlagern.
General Menschikow brach am 25. Oktober 1712 die Belagerung von Stettin ab und die vereinigten Streitkräfte zogen Richtung Mecklenburg ab. Sie eilten den bedrängten dänischen Soldaten zu Hilfe, die in der Schlacht bei Gadebusch eine Niederlage erlitten hatten. Nach dem Einmarsch in das Herzogtum Schleswig wendete sich das Blatt zu Ungunsten der Schweden und General Stenbock musste sich mit seiner Armee, nachdem sie sich in die Festung Tönning zurückgezogen hatten, den vereinigten Streitmächten ergeben. Die Truppen des Zaren Peter I. plünderten und brannten die Städte Gartz (16. März) und Wolgast (27. März) nieder, als Vergeltung für die Einäscherung von Altona und die Bombardierung von Stade. Auch Anklam und Demmin sollten zerstört werden, doch der dänische König Friedrich IV. verhinderte weitere Gräueltaten.
Der Statthalter von Pommern, Graf Mauritz Vellingk, sah sich deshalb dazu gedrängt, mit dem König von Preußen, Friedrich Wilhelm I. und dem Herzog von Holstein über einen neutralen Frieden für Stettin zu verhandeln. Er fürchtete die Vernichtung der Stadt durch die Russen und Sachsen. Die beiden Städte Stralsund und Stettin waren die letzten nicht besetzten Gebiete in Schwedisch-Pommern. Die Städte sollten unter preußische Verwaltung gestellt werden. Die Parteien einigten sich darauf, preußische Truppen in Stettin und holsteinische Truppen in Wismar zu stationieren. Doch der schwedische Kommandant der Festung Stettin, General Meyerfeldt, weigerte sich, die Stadt an Preußen zu übergeben. Der preußische König sah dadurch seine Neutralität zwischen den Konfliktparteien gefährdet und zog den Vertrag zurück. Außerdem sorgte sich Friedrich Wilhelm I., dass dieser Schritt den König von Schweden zu einem Krieg gegen Preußen veranlassen würde.

## Vorbereitungen und Beginn der Belagerung
Zeitgleich erreichte eine 24.000 Mann starke russisch-sächsische Armee Schwedisch-Pommern. Anfang August 1713 errichteten sie ihre ersten Stellungen in einiger Entfernung zur Festung. Die Artillerie wurde aus Stade und Sachsen (60 Kanonen) herbeigeschafft. Die Artilleriestellungen wurden Mitte September fertiggestellt. Am 5. August 1713 eroberten russische Soldaten die erste schwedische Schanze in Grabow am Wasser. Das auf schwedischer Seite kämpfende französische Korps ging daraufhin auf die Vogelstangenberge zurück und grub sich dort ein. Von dieser Stellung aus wurden die Russen stark beschossen und erlitten schwere Verluste. Die Franzosen zwangen die Russen am 13. September 1713 zum Ausweichen und diese umgingen die Berge und griffen von Pomeränsdorf, Scheune und Krekow erneut an.
Am selben Tag wurde von russischen und sächsischen Truppen die Sternschanze gestürmt. Ihre Besatzung gefangen genommen und die Laufgräben vor dem Neuen Tor eröffnet. Durch den Verlust dieser Stellung entstanden unter den Verteidigern chaotische Zustände. Die schwedische Besatzung einschließlich ihres Kommandanten und die Einwohner von Stettin zeigten nicht den Verteidigungswillen wie bei den letzten Belagerungen der Stadt. Die schwedischen Truppen verließen am 16. September 1713 die wichtige Stellung im benachbarten Damm. Damm wurde sofort von russischen Truppen, aus Gollnow kommend, besetzt. Der Kommandant von Stettin befahl die Rückeroberung dieser für die Verteidigung der Stadt bedeutenden Schlüsselstellung. Dabei wurde zwar die russische Besatzung gefangen genommen aber der vorherige Kommandant der Festung, Major Großkreuz, als auch viele schwedische Soldaten fielen bei der Erstürmung der russischen Stellungen.

## Die Bombardierung der Stadt

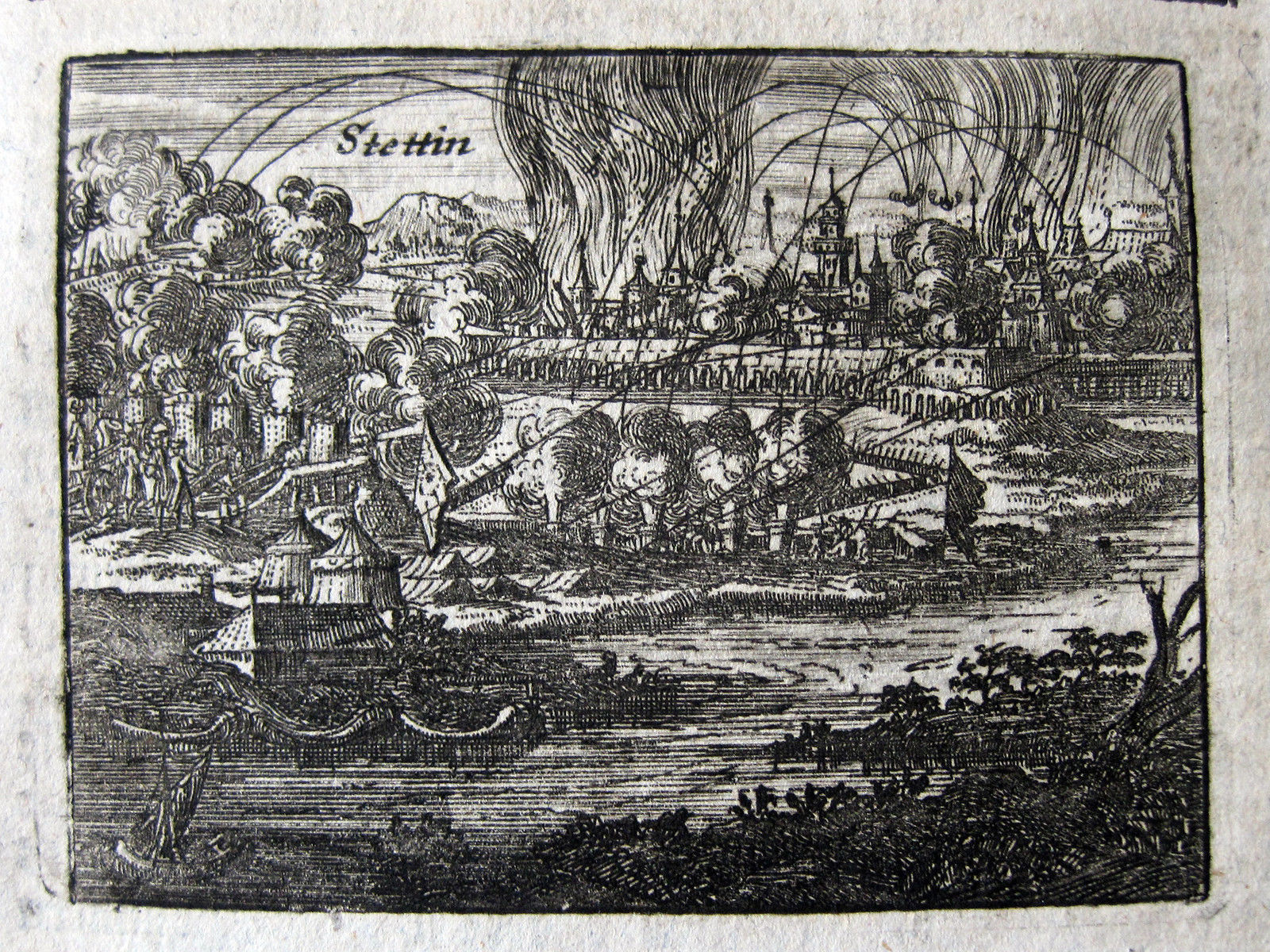
Einfache Zeichnung von der Bombardierung Stettins 1713

Nachdem die russischen und sächsischen Artilleriestellungen am 22. September 1713 fertiggestellt waren, begann das Bombardement von Stettin. Die Besatzungstruppen von Stettin erwiderten das Feuer und hielten die Truppen der Russen und Sachsen von der Festung fern. Am 28. September 1713 wurde von den Stellungen der Alliierten aus allen Batterien gleichzeitig auf die Stadt gefeuert.
Durch den Beschuss mit Brandbomben stand die Stadt binnen kurzer Zeit in Flammen. Die Löscharbeiten der Feuerwehr und der Bürger der Stadt wurden durch den ständigen Bombenregen so stark behindert. Über 70 Häuser wurden dabei zerstört. Der Kommandant der Festung erkannte, dass die Festung nicht zu halten ist. Die Option einer Fremdverwaltung von Stettin wurde nun als Ausweg in Betracht gezogen um die Stadt nicht den russischen und sächsischen Truppen zu überlassen.

## Verhandlungen und Übergabe der Stadt
Kommandant Meyerfeld setzte sich noch am 28. September mit dem holsteinischen Gesandten von Bassewitz in Verbindung und versuchte, ihn als Unterhändler für einen Waffenstillstand zu gewinnen. Dieser begab sich noch am selben Tage, unter der Parlamentärflagge, in das russische Lager und knüpfte Verbindungen zu General Menschikow. Während der beginnenden Verhandlungen wurde die Stadt weiterhin mit Bomben und Feuerkugeln beschossen.
Erst am Morgen des 29. September mit dem Eintreten des Waffenstillstandes stoppte der General den Beschuss der Stadt. Sofort begann ein reger Handel zwischen den Belagerern und den Einwohnern Stettins.
General Menschikow besichtigte am 2. Oktober die Festung und das Lager der schwedischen Truppen. Diese hatten Stettin verlassen und lagerten auf den Vogelstangenbergen.
Unter der Leitung des holsteinischen Ministers von Görtz und dem sächsischen Grafen Flemming wurde der Vertrag von Schwedt geschlossen. Sie schafften es, die Bedenken des Königs von Preußen zu zerstreuen und auch dem General Menschikow wurde eine Zustimmung abgerungen.
Der Vertrag beinhaltete, dass Friedrich Wilhelm I. den Bündnispartnern Russland und Sachsen-Polen 400.000 Taler, als Ersatz für die Kriegskosten, zu zahlen hatte. Des Weiteren wurden die Stadt Stettin, der vorpommersche Distrikt bis zur Peene, die Stadt Wolgast, die Insel Usedom sowie die Stadt Wollin unter preußische Sequestration gestellt.
Außerdem übernahm Preußen gemeinsam mit dem Haus Holstein-Gottorp die Verpflichtung dafür zu sorgen, dass die Schweden, aus Pommern heraus, keine Angriffe auf Polen oder Russland durchführen; des Weiteren musste die Verteidigung von Pommern gegen eventuelle Angriffe von außen gewährleistet werden.
Die Ländereien sollten so lange unter preußischer und holsteinischer Sequestration bleiben, bis diese die 400.000 Taler an Entschädigungen an Preußen zurückgezahlt haben. Danach würden sie wieder der schwedischen Krone unterstehen.
Nach dem Abschluss des Vertrages räumten die Schweden Stettin und zogen sich nach Stralsund zurück. Diese Stadt sowie der vorpommersche Distrikt zwischen der Peene, Trebel und Recknitz sowie die Insel Rügen blieben in schwedischer Hand.
Zwei schwedische Bataillone, insgesamt etwa 1600 Mann unter dem Kommando von Arvid Horn, traten bis zur Ankunft anderer Truppen in holsteinische Dienste und verblieben in Stettin. Zugleich rückten am 6. Oktober 1600 Mann des preußischen Heeres in Stettin ein. Unter dem Kommando von General von Borcke stellten sie gemeinsam mit den holsteinischen Truppen die vorläufige Garnison von Stettin. Am 7. Oktober traf der König von Preußen in Stettin ein. Er verweilte drei Tage in der Stadt und besichtigte die Festung und die Garnison.
Am 16. Oktober marschierten die russischen und sächsischen Truppen Richtung Heimat.

## Die Folgen
Der schwedische Einfluss auf Pommern war mit der Abgabe dieser Festung und einem Teil der Provinz stark geschrumpft. Bei der Rückkehr des Schwedenkönigs 1714 versuchte Friedrich Wilhelm I. seine 400.000 Taler Kriegskostenzahlung von Karl XII. einzutreiben. Dieser machte aber klar, dass er den Vertrag von Schwedt nicht anerkennt. Er forderte die bedingungslose Rückgabe von Stettin und den preußischen Sequestrationgebieten.
Da sich beide Seiten bereits für einen Krieg um Pommern aufrüsteten, hielt es der König von Preußen für ratsam die holsteinischen Truppen, welche einst Seite an Seite mit den Schweden gekämpft hatten, aus Stettin abzuziehen. Durch eine List gelang es dem Kommandanten von Stettin im April 1715 die holsteinischen Truppen zu entwaffnen und aus der Stadt zu führen.
Am 28. Mai 1715 gingen Stettin und die sequestratierten Gebiete in preußischen Verwaltung über und wurden von Stargard aus verwaltet.
Im Jahre 1720 kam Stettin durch den Stockholmer Frieden unter preußische Hoheit und am 10. August 1721 leisteten die Stettiner den Eid auf den König von Preußen. Friedrich Wilhelm I. ließ die schon 1677 während des Schwedisch-Brandenburgischen Krieges durch den Großen Kurfürsten zerstörte pommersche Hauptstadt wieder aufbauen, als Festungs-, Verwaltungs- und Garnisonsstadt, mit zahlreichen Neubauten.